# Schmala
Die Schmala, auch Schmalah oder Schellhornbach genannt, im nordrhein-westfälischen Hochsauerlandkreis ist ein 6,1 km langer, linksseitiger Zufluss der Hoppecke im Nordteil des Rothaargebirges. Am Bach liegt die Stauanlage Schmala.

## Geographie

### Verlauf
Die Schmala entspringt im Süden des Gemarkungsgebiets von Bruchhausen (Hochsauerlandkreis), etwa 2,6 km westlich vom zu Hessen gehörenden Willingen (Landkreis Waldeck-Frankenberg). Die Quelle liegt südwestlich vom 805 m hohen Gipfel des Hoppernkopfs nur 100 m nordwestlich der hessischen Landesgrenze auf etwa 750 m ü. NHN.
Die Schmala fließt ausschließlich auf nordrhein-westfälischem Gebiet und in überwiegend nördlicher Richtung durch ein unbesiedeltes, waldreiches und enges Tal, das neben dem Hoppernkopf im Süden von diesen Bergen eingerahmt wird: Im Osten erstreckt sich der Bergrücken Schellhorn (daher wird der Bach auch Schellhornbach genannt) mit Großem Kluskopf (761 m) und Rehkopf (674,7 m), im Norden befindet sich der Ginsterkopf (663,3 m), und im Westen erheben sich der Istenberg (728 m) mit den Bruchhauser Steinen und der Hömberg (730 m). 
In ihrem Tal durchfließt der Bach die Schmalatalsperre und zwei Teiche (je einer unterhalb der Talsperre und unterhalb des am Talausgang stehenden Wasserwerks), die zur Brauch- und Trinkwasserversorgung des Briloner Stadtgebiets errichtet wurden. 
Anschließend mündet die Schmala von Südwesten kommend an der B 251 am Abzweig der Landesstraße L 743, die Brilon-Wald im Osten mit Elleringhausen (östlicher Ortsteil von Olsberg) im Westen verbindet, bzw. am südlichen Ortsrand von Brilon-Wald auf rund 470 m Höhe in die von Süden kommende Hoppecke. Der Mündung direkt gegenüber liegt das Kloster St. Josef. 

### Rhein-Weser-Wasserscheide
Die zuvor erwähnten Berge westlich vom Schmalatal bilden einen Abschnitt der Rhein-Weser-Wasserscheide: Das Wasser der Schmala fließt durch Hoppecke und Diemel in die Weser, während das Wasser des jenseits dieser Berge verlaufenden Gierskoppbachs durch die Ruhr in den Rhein mündet.

## Wandern
Entlang der Schmala und speziell über die angrenzenden Berge verlaufen Wanderwege, auf denen man die Landschaft erkunden kann. Durch den nördlichen und südlichen Talbereich und über die westlich des Bachs befindlichen Berge führt ein Abschnitt des zumeist über den Hauptkamm des Rothaargebirges verlaufenden Rothaarsteigs. An diesem Wanderweg befindet sich oberhalb des Quellbereichs der Schmala und damit südsüdwestlich des Hoppernkopfgipfels ein Richtplatz (eine alte Gerichtsstätte des Kurkölner Gogerichts), der direkt südöstlich der Landesgrenze auf hessischem Gebiet bei 762,6 m Höhe (statt 800 m laut Inschrift der Bronzetafel) liegt.